# Ocoliș
Ocoliș é uma comuna romena localizada no distrito de Alba, na região histórica da Transilvânia. A comuna possui uma área de 85.79 km² e sua população era de 723 habitantes segundo o censo de 2007.